# المشب (وشحة)

تعديل مصدري - تعديل

المشب هي إحدى قرى عزلة ضاعن بمديرية وشحة التابعة لمحافظة حجة، بلغ تعداد سكانها 149 نسمة حسب تعداد اليمن لعام 2004.